# 雷蒙·拉米雷斯 (1981年)
雷蒙·桑托·拉米雷斯（西班牙語：Ramón Santo Ramírez，1981年8月31日—），生于普拉塔港，多米尼加共和国棒球运动员，是美国职棒大联盟西雅圖水手的中继投手，之前效力过科罗拉多落矶、堪萨斯市皇家、波士顿红袜和舊金山巨人，也是巨人2010年世界大賽冠軍成員之一。

## 生平

### 大联盟生涯
2006年4月14日，拉米雷斯代表落矶队在大联盟初登板，对手是费城费城人。在这场比赛中，拉米雷斯中继两局，没有失分，并送出两次三振。拉米雷斯在他职业生涯最初的15又1/3局的投球中都没有失掉任何分数，创造了落矶队队史的新纪录。
2008年3月26日，拉米雷斯被换到了堪萨斯市皇家。这个赛季他登板71场，在71又2/3局的投球中只被击出两支全垒打。
2008年11月19日，波士顿红袜用中外野手可可·克里斯普换来了皇家队的拉米雷斯。
2010年7月31日，拉米雷斯被交易到旧金山巨人。